# Tayo the Little bus
Tayo, o Pequeno Ônibus (Hangul :  RR 꼬마 버스 타요 ; RR :  Kkoma-beoseu Tayo ) é uma série de televisão animada sul-coreana criada pela Iconix Entertainment. o Sistema Educacional de Radiodifusão e o Governo Metropolitano de Seul . [1] O show foi produzido com a ajuda da administração do então prefeito de Seul, Oh Se-hoon . Ela começou a ser exibida na Coreia do Sul na EBS em 2010, e uma versão dublada em inglês da série começou a ser exibida no canal Disney Junior (Ásia) em 2012, e no canal homônimo da Austrália e Nova Zelândia em 2013. Nos Estados Unidos e no Canadá, a Hulu é a distribuidora exclusiva da série, embora a segunda temporada tenha sido integrada pela Netflix . Cada episódio no início, meio e fim apresenta uma breve narração e tem 4 temporadas até o momento. Uma série irmã de Tayo, conhecida como "Titipo Titipo", estreou entre a quarta e a quinta temporada. "Titipo Titipo" centra-se num jovem vagão chamado Titipo, juntamente com todos os seus amigos de comboio. Após o final da primeira temporada de Titipo, a quinta temporada de Tayo também estreou para a versão em inglês em 22 de outubro de 2018.
No Brasil os episódios da série são disponibilizados legendados em um canal do Youtube com o título de "Tayo O Pequeno Autocarro" desde 2019.

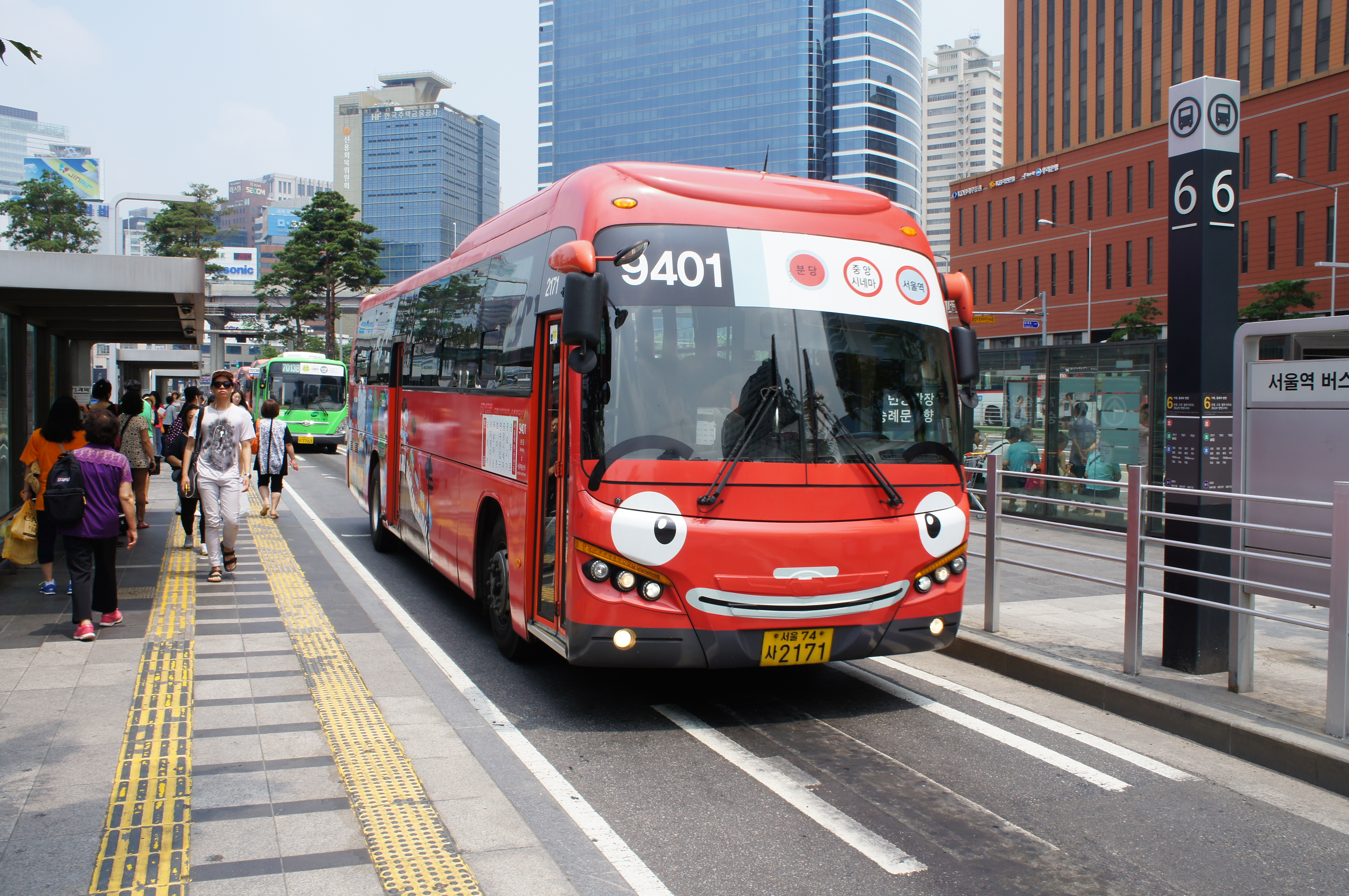
9401 - Gani

 Em 2023 o SBT também anunciou a exibição do desenho a partir de janeiro de 2024.

## Referencias
- www.tayobus.com
- all-aboard-the-election-express
- tayo-the-little-bus